# Palazzo Civico (Vigevano)
Palazzo Civico è un edificio storico di Vigevano.

## Descrizione e storia
L'edificio, in cui oggi trova posto la sede del Comune, venne costruito a partire dal 1768 su progetto dell'architetto Martinez ed ultimato nel 1821. Nel 1911 divenne sede del Municipio; precedentemente era stato un Ospedale civile, in cui confluivano tutte le attività d'assistenza, svolte fino allora da istituti sanitari antichissimi, attivi già dal Cinquecento.
La facciata principale ha uno stile caratteristico tardo settecentesco, con muri rivestiti di bugnato piatto da cui sporgono modanature, mensole e timpani triangolari. Lo scalone che porta al primo piano si apre nel cortile, porticato. Qui vennero portate sette lunette provenienti dall'antica chiesa del Castello Sforzesco e dipinte da Bernardo Ferrari, artista vigevanese. Esse raffigurano i santi Ambrogio, Pietro, Giacomo, Gerolamo, Caterina, Andrea e il Battista.
Il palazzo si sviluppa su tre corti che presentano caratteristiche architettoniche diverse secondo i mutamenti occorsi nel tempo.